# Skee-Lo
Skee-Lo, de son vrai nom Antoine Roundtree, né le 27 mars 1975 à Chicago, dans l'Illinois, est un rappeur américain. Il est mieux connu pour sa chanson I Wish, publiée en 1995, qui atteint le top 40 de plusieurs pays. La même année, il publie son album homonyme, le 27 juin. En 1996, Skee-Lo devient VJ pour The Beach House et The Grind sur MTV. Lors d'un entretien avec HipHopDX, il explique s'être retiré du rap, mais ne jamais l'avoir annoncé publiquement.

## Biographie
Roundtree est né le 5 mars 1973 à Chicago, dans l'Illinois,, bien que d'autres sources notables indiquent Poughkeepsie, dans l'État de New York. Il emménage avec sa famille à l'âge de 9 ans à Riverside, en Californie. Il admire et s'inspire des albums de Kurtis Blow. Lors d'un entretien, il révèle s'inspirer du hip-hop de l'année 1993.
Skee-Lo lance sa carrière musicale avec son single I Wish, accompagné d'une vidéo parodiant Forrest Gump, qui deviendra viral à la radio et à la télévision sur MTV durant l'été 1995. L'album atteint le top 40 de différents pays et est certifié disque d'or par la RIAA,. Il publie son premier album, également intitulé I Wish, peu après, le 27 juin la même année,, qui atteint la 53e place du Billboard'' 200. Toujours en 1995, son single Top of the Stairs est inclus dans le générique de fin du film Money Train.
Skee-Lo publie son deuxième album, intitulé I Can't Stop le 10 octobre 2000. Skee-Lo enregistre également une reprise de la chanson The Tale of Mr. Morton de Schoolhouse Rock!, qui apparaît sur la compilation Schoolhouse Rock! Rocks.
Skee-Lo publie un nouvel album intitulé Fresh Ideas, sur iTunes le 13 novembre 2012. Il est publié dans le marché le 9 juillet 2013. Lors d'un entretien avec HipHopDX, Skee-Lo confie que : « Fresh Ideas c'est un nouveau genre, c'est un nouveau son, une nouvelle production, de nouvelles idées, de nouveaux concepts ; tout est nouveau dans cet album. [J'ai] étudié l'histoire de la musique hip-hop. On y entend le meilleur du old school, du new school et quelques trucs du next school, des trucs qui n'ont pas encore été inventé. On a mis la barre assez haute, je dois dire. » Pendant le même entretien, il indique que l'album est publié après s'être retiré du rap : « À la période où j'étais aux Grammy [Awards], je m'étais déjà retiré, mais personne ne l'a jamais su, parce que je ne l'ai jamais dis. Je me suis jamais présenté au public en me disant, 'Hey je pars'. Y'en a qui veulent attirer l'attention ; Je suis pas ce genre d'artiste. Avec moi, la musique et la personne sont sincères. »
Toujours en 2013, son single à succès I Wish connaît un regain de popularité grâce à son inclusion dans plusieurs publicités, notamment celle par la marque Toyota,.

## Discographie
- 1995 : I Wish
- 2000 : I Can't Stop
- 2012 : Fresh Ideas